# Plan B (2009)
Plan B ist der erste Langfilm des argentinischen Regisseurs Marco Berger aus dem Jahr 2009.

## Handlung
Bruno, von Laura wegen Pablo verlassen, ist eifersüchtig auf das verliebte Paar. Sein Plan ist es, Laura davon zu überzeugen, dass er der bessere Partner für sie sei. Laura jedoch stellt unmissverständlich klar, dass sie an der Beziehung zu Pablo festhalten wird.
Nach einiger Zeit sieht Bruno ein, dass sein Plan nicht funktioniert und er beschließt einen „Plan B“, nämlich durch eine Intrige Pablo dazu zu bringen, sich von Laura zu trennen. Er informiert sich über Pablos Leben und erfährt, dieser habe schon einmal etwas mit einem Mann gehabt. Nun beschließt Bruno, Pablo selbst anzubaggern.
Bruno spricht den Ahnungslosen beim Sport an und beginnt, eine falsche Freundschaft zu ihm aufzubauen, nennt ihn anderen gegenüber vermeintlich aus Spaß "seinen" Freund (im spanischen Originaltext: novio = Beziehungspartner), initiiert körperliche Berührungen, gemeinsame Übernachtungen und schließlich – unter dem Vorwand er müsse für einen Werbefilm üben – küsst er Pablo. Als Höhepunkt des falschen Spiels gesteht Bruno ihm in einem Brief seine vermeintliche Liebe. Dadurch schafft er es schließlich, dass sich Pablo, obwohl dieser zwischenzeitlich die Täuschung durchschaut, von Laura trennt, um sich über seine Gefühle klar zu werden.
Bruno, der sein Ziel erreicht zu haben scheint und wieder mit Laura zusammenkommt, stellt nun seinerseits fest, dass er sich im Verlauf der Intrige in Pablo verliebt hat.

## Hintergrund
Nachdem sein Kurzfilm El reloj (2008) auf dem Sundance Film Festival und in Cannes mit Erfolg gezeigt wurde, erschien es Berger verhältnismäßig einfach, das Filmprojekt Plan B ohne staatliche Förderung zu beginnen.
Die beiden Hauptdarsteller Manuel Vignau und Lucas Ferraro haben bereits in Bergers Kurzfilm Una última voluntad (2008) zusammen gespielt. Vignau ist hier in der Rolle eines Delinquenten zu sehen, der sich als letzten Wunsch vor der Erschießung einen Kuss erbittet. Das Erschießungskommando lost und der Soldat, den Ferraro spielt, verliert.